# Sven Linder (teolog)
Sven Wilhelm Linder, född 31 december 1887 i Längjums församling, Skaraborgs län, död 2 augusti 1947, var en svensk teolog.
Linder avlade teologisk-filosofisk examen vid Uppsala universitet 1907, blev teologie kandidat 1911, filosofie kandidat 1916 och teologie licentiat 1918. Efter praktisk teologiska prov 1919 prästvigdes han samma år och var vice pastor i Vaksala församling 1919–1923 och tillförordnad kyrkoherde 1923–1924. Han disputerade för teologie doktorsgraden 1922, blev docent vid Uppsala universitet 1922 samt blev tillförordnad professor 1924 och ordinarie professor 1927. Han var som Olaus Petristiftelsens stipendiat i Jerusalem 1912 och som Svenska Jerusalemsföreningens ombud 1921 samt ledamot av kyrkomötet 1938–1941. Linders forskning och stora intresse var huvudsakligen inriktad mot palestinensisk realia och biblisk tidshistoria. Han var en av förgrundsgestalterna i Svenska Jerusalemsföreningen och han ägnade sig bl.a. åt att även på ett populärvetnkapligt sätt sprida kännedom en landet. Inspirerad av den danske forskaren Johannes Pedersen utgav han 1926 Studier till Gamla testamentets föreställningar om anden.